# Antonio De Rosso
Antonio De Rosso (8. Februar 1941 in Farra di Soligo, Italien – 20. Februar 2009 in Aprilia, Italien) war leitender Metropolit der Orthodoxen Kirche in Italien und zeitweilig Metropolit der Bulgarisch-Orthodoxen Kirche.

## Leben
1986 wurde Antonio De Rosso zum katholischen Priester geweiht. Nach einiger Zeit wechselte er zur griechischen orthodoxen Synode im Widerstand und wurde dort 1986 Bischof von Aprilia und Latium (Lazio).
1991 gründete Bischof De Rosso die Orthodoxe Kirche in Italien. 1993 unterstellte er diese der Bulgarisch-Orthodoxen Kirche und wurde Bischof von Mittel- und Westeuropa mit offiziellem Sitz in Budapest. 1995 wurde er zum Bischof von Ravenna und Italien ernannt.
1997 verließ Antonio De Rosso mit seiner Eparchie die Bulgarisch-Orthodoxe Kirche und schloss sich der bulgarischen Alternativen Synode an. Dort wurde er Erzbischof von Ravenna und Metropolit von Italien und war Mitglied der Versammlungen der Synode. 2009 wurde er auch zum Erzbischof von L’Aquila ernannt. Bald darauf starb er.